# Kangasjärvi (sjö i Viitasaari, Mellersta Finland)
Kangasjärvi är en sjö i kommunen Viitasaari i landskapet Mellersta Finland i Finland. Den är 7,8 meter djup. Arean är 35 hektar och strandlinjen är 3,61 kilometer lång. Sjön  ingår i Kymmene älvs huvudavrinningsområde.   Den ligger omkring 120 kilometer norr om Jyväskylä och omkring 350 kilometer norr om Helsingfors. 